# Весёлое (Андреевский сельсовет)
Весёлое (укр. Веселе), село,
Андреевский сельский совет,
Великобурлукский район,
Харьковская область.
Код КОАТУУ — 6321480502. Население по переписи 2001 г. составляет 1 (-/1 м/ж) человек.
В 2013 году село снято с учёта.

## Географическое положение
Село Весёлое находится на левом берегу реки Нижняя Двуречная, река сильно заболочена, выше по течению расположено село Катериновка, ниже — село Рогозянка.
В 7 км расположена железнодорожная станция платформа Шиповатое.

## История
- 1750 — дата основания.
- В 2013 году село снято с учёта.

## Экономика
- В селе есть свинотоварная ферма.